# ایوونیچ-ازدروی
ایونیکز-زدروج (به لاتین: Iwonicz-Zdrój) یک شهر در لهستان است که در گمینا ایوونیچ-ازدروی واقع شده‌است. ایونیکز-زدروج ۵٫۸۲ کیلومتر مربع مساحت و ۱٬۹۰۰ نفر جمعیت دارد و ۴۱۰ متر بالاتر از سطح دریا واقع شده‌است.